# 埃因納博區
埃因納博區是索馬利亞時期的一個區，位於該國北部的蘇爾州，而蘇爾州實際上由索馬利蘭政府控制。首府埃因納博。

## 人口
最近一次的人口普查，顯示該地的人口共有97,188人，居民主要為伊薩克族的Habar Jeclo人。

## 村落
埃因納博區下轄以下的村落：
- Wadaamagoo
- Habrai-Heshai
- Ceel-Dhaab
- Oog
- BadWayn
- Gowsaweyn
- Qori-Dheere

## 外部鏈結
- 埃因納博區行政區域圖 （页面存档备份，存于）